# Condylostylus simplex
Condylostylus simplex är en tvåvingeart som beskrevs av Becker 1922. Condylostylus simplex ingår i släktet Condylostylus och familjen styltflugor.
Artens utbredningsområde är Peru. Inga underarter finns listade i Catalogue of Life.